# Khetoane Modjadji
Pour les articles homonymes, voir Modjadji.
Khetoane Modjadji III (1869 – 1959) est la troisième reine de la pluie des Lovedu en Afrique du Sud. Elle règne de 1895 à 1959.

## Biographie
Elle est née en 1869. En 1894, sa prédécesseur, Masalanabo Modjadji, s’est suicidée rituellement. Khetoane était la fille de la « sœur » de Masalanabo, la princesse Leakhali, et est devenue l’héritière parce que le conseil de Masalanabo l’avait déjà désignée avant la mort de Masalanabo. Elle règne de 1895 à 1959 et succède à sa « tante » Masalanabo Modjadji qui se suicide rituellement. Elle meurt en 1959. Après son décès, Makoma Modjadji IV lui succède.